# Meiacanthus limbatus
Meiacanthus limbatus là một loài cá biển thuộc chi Meiacanthus trong họ Cá mào gà. Loài này được mô tả lần đầu tiên vào năm 1987.

## Từ nguyên
Tính từ định danh limbatus trong tiếng Latinh có nghĩa là "có viền", hàm ý đề cập đến sọc sẫm màu ở gốc vây hậu môn của loài cá này.

## Phân bố và môi trường sống
M. limbatus được ghi nhận ở rạn Helen (thuộc Hatohobei, Palau), quần đảo Sunda Nhỏ (Indonesia), đảo Manus và vịnh Milne (Papua New Guinea), được tìm thấy trên các rạn san hô và trong đầm phá ở độ sâu khoảng 25–55 m.

## Mô tả
Chiều dài chuẩn lớn nhất được ghi nhận ở M. limbatus là 4,2 cm. Loài này có màu xám trắng, có cặp sọc đen dọc bên lườn và một sọc tương tự dọc lưng. Vây hậu môn của cá trưởng thành có sọc gốc sẫm màu, thấy rõ nhất ở con đực. Vây bụng thể hiện rõ đặc điểm dị hình giới tính, kéo dài tới hoặc vượt quá gốc vây hậu môn ở con đực.
Số gai vây lưng: 4–5; Số tia vây lưng: 24–27; Số gai vây hậu môn: 2; Số tia vây hậu môn: 16–18; Số tia vây ngực: 13–15.

## Sinh thái
Trứng của M. limbatus có chất kết dính, được gắn vào chất nền thông qua một tấm đế dính dạng sợi. Cá bột là dạng phiêu sinh vật, thường được tìm thấy ở vùng nước nông ven bờ.